# Torrey Smith
Pour les articles homonymes, voir Smith.
(en) Statistiques sur pro-football-reference
James Torrey Smith, né le 26 janvier 1989 à Colonial Beach, est un joueur américain de football américain.
Il joue wide receiver pour les Eagles de Philadelphie en National Football League (NFL). Il a remporté le Superbowl LII lors de la saison 2017 avec les Eagles de Philadelphie.
Il a auparavant joué pour les Ravens de Baltimore (2011–2014), avec lesquels il a remporté le Superbowl XLVII lors de la saison 2012. Il finit l'année avec 49 réceptions pour 855 yards et 8 touchdowns en 16 matchs.